# 中平正彥
中平正彥（日语：なかひら まさひこ）是日本的漫畫家，出生於高知縣高知市。曾就讀大阪藝術大學美術系，主要作品有《破壞魔定光》《少年街霸》等。

## 師承
- 中原裕

## 助手
- 三好雄己
- 上山徹郎（日语：上山徹郎）